# 石壁水库 (文昌)
石壁水库是中国海南省文昌市境内的一座水库，位于石壁河上，建于1976年。水库正常库容为820万立方米，平均水深为4.20米，集雨面积为34平方千米，海拔为94.6米。